# Maïfarou (Gazaoua)
Maïfarou (auch: Maï Farou, May Farou) ist ein Dorf in der Landgemeinde Gazaoua in Niger.

## Geographie
Das von einem traditionellen Ortsvorsteher (chef traditionnel) geleitete Dorf liegt am rechten Ufer des gleichnamigen Trockentals Goulbi May Farou kurz vor dessen Einmündung in das Trockental Goulbi El Fadama. Es befindet sich rund fünf Kilometer westlich des Hauptorts Gazaoua der gleichnamigen Landgemeinde und des gleichnamigen Departements Gazaoua, das zur Region Maradi gehört. Weitere Siedlungen in der Umgebung von Maïfarou sind Guidan Zougaou im Nordwesten, Madobi im Nordosten und Gazori im Süden.
Maïfarou ist Teil der Übergangszone zwischen Sahel und Sudan. Die durchschnittliche jährliche Niederschlagsmenge beträgt hier zwischen 400 und 500 mm. Beim Dorf gibt es bedeutende natürliche Bestände von Palmengewächsen, darunter Doumpalmen.

## Bevölkerung
Bei der Volkszählung 2012 hatte Maïfarou 1538 Einwohner, die in 211 Haushalten lebten. Bei der Volkszählung 2001 betrug die Einwohnerzahl 1104 in 153 Haushalten und bei der Volkszählung 1988 belief sich die Einwohnerzahl auf 1694 in 266 Haushalten.
Die Zone entlang der Trockentäler zählt zu den am dichtesten besiedelten und zugleich zu den ärmsten Nigers, mit erhöhter Unterernährung.

## Wirtschaft und Infrastruktur
Es wird vor Ort Hirse produziert. Es gibt eine Schule im Dorf. Durch Maïfarou führt die 67,2 Kilometer lange Nationalstraße 20 zwischen dem Hauptort Gazaoua und der Staatsgrenze zu Nigeria. Es handelt sich um eine moderne Erdstraße. Hier zweigt die 25,6 Kilometer lange Landstraße RR4-005 nach Gollom ab. Eine Sanierung des durch Maïfarou verlaufenden Abschnitts der Nationalstraße 20 wurde im April 2017 abgeschlossen.